# Stanisław Brzęczkowski

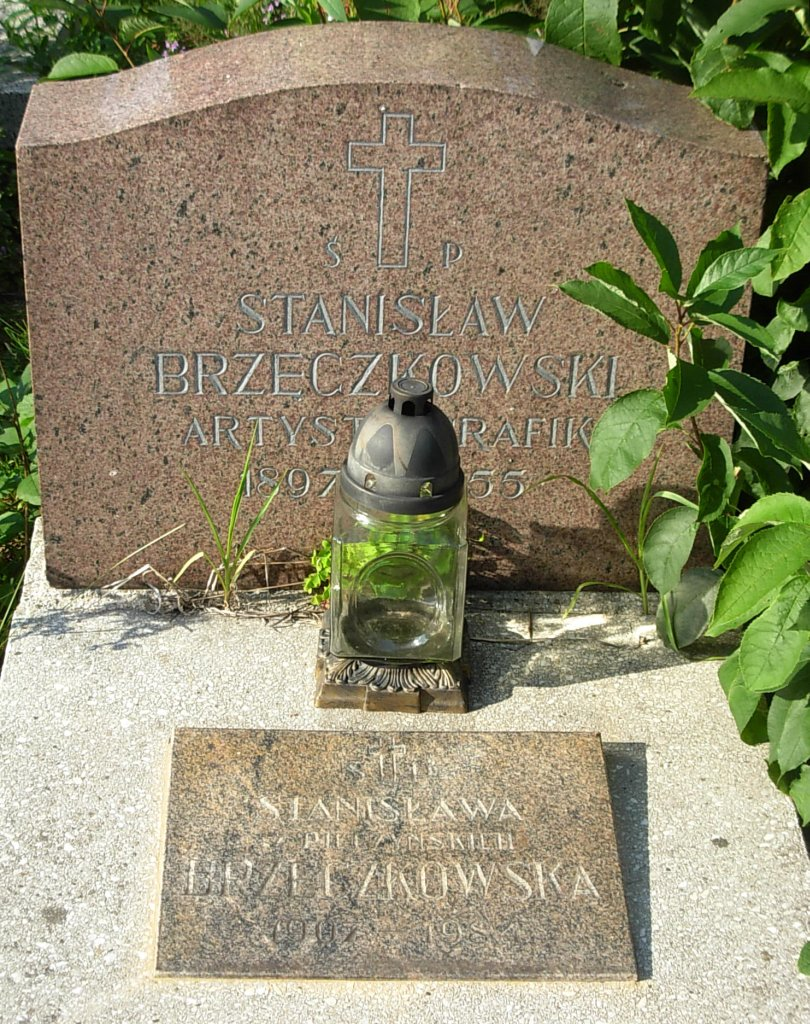
Nagrobek Stanisława Brzęczkowskiego na cmentarzu Nowofarnym w Bydgoszczy

Stanisław Wincenty Brzęczkowski (ur. 24 września 1897 w Koronowie, zm. 4 października 1955 w Bydgoszczy) – bydgoski artysta grafik, typograf, pedagog.

## Życiorys
Był synem Wilhelma i Klary z domu Zaporowicz. W latach 1903–1913 uczęszczał do bydgoskiej Miejskiej Szkoły Realnej. Następnie odbył podróże: do Krakowa, ówczesnego centrum sztuki polskiej oraz do Berlina, gdzie pracował w firmie zajmującej się reklamą. Przez 2 lata walczył na froncie I wojny światowej wcielony do armii niemieckiej.

### Dwudziestolecie międzywojenne
W 1919 roku powrócił do Polski i osiadłszy w Chojnicach zbliżył się do ruchu kulturalnego Kaszubów. W 1921 roku przeniósł się do Gdańska, gdzie podjął pracę w Dyrekcji Polskich Kolei Państwowych. Zaprzyjaźnił się tam ze Stanisławem Przybyszewskim – również pracownikiem Dyrekcji Kolei, który wówczas prowadził ożywioną działalność narodową w Gdańsku.
Poza pracą zawodową, uczęszczał do gdańskiej Szkoły Przemysłu Artystycznego (1922–1923). W Gdańsku poznał czołowego działacza kaszubskiego Aleksandra Majkowskiego i zatrudnił się w czasopiśmie kaszubskim „Gryf” jako kierownik artystyczny. Zajmował się grafiką użytkową oraz pisywał artykuły. Zainteresował się głębiej kaszubską sztuką ludową. Zabierał głos w sprawie regionalizmu kaszubskiego rozumianego jako lokalny patriotyzm, którego krzewieniem mieli zająć się nauczyciele. W 1929 r. wszedł w skład zarządu Zrzeszenia Regionalnego Kaszubów.
Przez cały okres pobytu w Gdańsku doskonalił swój warsztat artysty-grafika. Opanował wówczas technikę drzeworytu i akwaforty. Zajmował się ilustracją i typografią książek. Swoje realizacje graficzne eksponował na pokazach organizowanych w Gdańsku i Sopocie. W 1923 wziął udział w „Salonie Dorocznym” Towarzystwa Zachęty Sztuk Pięknych w Warszawie, gdzie wystawił akwaforty nadmorskie. Brał także udział w Powszechnej Wystawie Krajowej (1929) i Międzynarodowej Wystawie Drzeworytów w Warszawie (1933).
W 1935 r. przeniósł się do Bydgoszczy, gdzie podjął pracę doradcy graficznego w Zakładach Graficznych Instytutu Wydawniczego „Biblioteka Polska”. Wkrótce objął także funkcję kierownika technicznego drukarni. Była to wówczas największa drukarnia w Polsce, dysponująca najnowocześniejszym sprzętem. Poziom i dorobek techniczny drukarni omówił w szkicu zamieszczonym w albumie Drukarstwo współczesne wydanym w 1937 r. Niezależnie od pracy w drukarni, intensywnie rozwijał się twórczo. Jego prace eksponowano na wielu wystawach (Monachium, Hamburg, Warszawa, Poznań). Zdobył nagrodę na Międzynarodowej Wystawie Drzeworytów w Warszawie. Był także autorem plakatów reklamowych przygotowanych na Międzynarodowe Targi Poznańskie.
W 1937 r. wydał zbiór autooffsetów pod nazwą Teka miast pomorskich, za którą otrzymał nagrodę miasta Bydgoszczy. Brał udział w dorocznych „Salonach” organizowanych przez Muzeum Miejskie w Bydgoszczy. Od października 1938 do lutego 1939 r. uczestniczył w zajęciach Akademii Grafiki i Książki w Lipsku, a później odwiedził także Monachium i Wiedeń. Do Polski wrócił w maju 1939 r. przeprowadzając się do Warszawy jako kierownik techniczny w Instytucie Wydawniczym „Biblioteka Polska”.

### Okres okupacji
Okupację niemiecką przeżył w Warszawie. Pracował wtedy w dziale antykwarycznym księgarni Instytutu przy ul. Nowy Świat. W czasie powstania warszawskiego wywieziony został do obozu przesiedleńczego w Zakroczymiu. Potem przez cztery miesiące tułał się po kraju.

### Okres powojenny

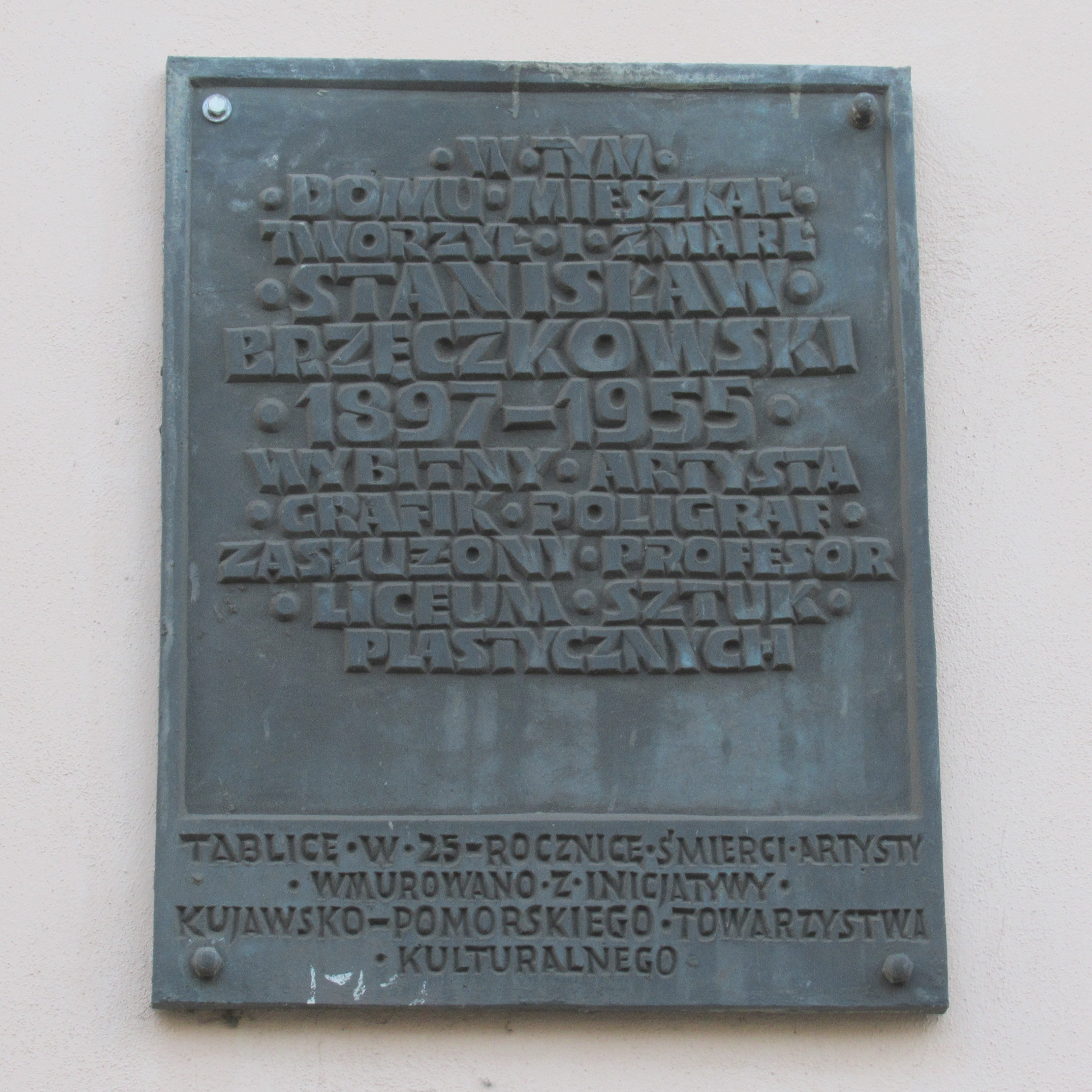
Tablica na domu przy ul. Gdańskiej 17 w Bydgoszczy

W lutym 1945 r. został wysłany przez Ministerstwo Informacji i Propagandy do Bydgoszczy z zadaniem zorganizowania przemysłu poligraficznego. Od maja 1945 do końca 1947 r. pełnił funkcję dyrektora oddziału Centralnego Zarządu Państwowego Zakładów Graficznych w Bydgoszczy. 1 września 1947 r. podjął także pracę jako nauczyciel w Państwowym Liceum Technik Plastycznych. Był założycielem i kierownikiem działu grafiki tej szkoły. W latach 1949–1951 był doradcą graficznym Zakładów Graficznych PZWS w Bydgoszczy.
Nadal doskonalił swój warsztat artystyczny. W swoich pracach posługiwał się różną techniką graficzną, choć najczęściej były to drzeworyty, litografie i akwaforty. Zajmował się opracowaniem graficznym, zwłaszcza typografią książek. Prace jego cieszyły się uznaniem i były eksponowane na wielu wystawach. Za swoje prace otrzymał nagrodę i medal 600-lecia Bydgoszczy. 24 listopada 1946 r. zorganizowano wystawę indywidualną jego prac, którą zaprezentowano w Pomorskim Domu Sztuki w Bydgoszczy. Druga podobna wystawa odbyła się w 1952 r. Przedstawiono wówczas 140 jego grafik i rysunków oraz projektów realizacji z zakresu grafiki użytkowej.
W 1946 r. wydał drugą tekę miast pomorskich pt. Wielkie Pomorze. Potem wykonał jeszcze kilka drzeworytów będących ilustracjami Sonetów krymskich Adama Mickiewicza i Borysa Godunowa Aleksandra Puszkina. Uczestniczył we wszystkich organizowanych wówczas wystawach ogólnopolskich (Sopot 1949, Warszawa 1951, 1952). Reprezentował również Polskę na wystawach zagranicznych (Wenecja 1952, Pekin i Szanghaj 1953, Moskwa, Praga). Zajmował się ponadto redagowaniem czasopisma fachowego „Poligrafika” i bydgoskiego czasopisma społeczno-kulturalnego „Arkona”, oraz działalnością w bydgoskim Klubie Literacko-Artystycznym.
Był także czynnym działaczem wielu związków artystycznych. Od 1923 r. działał w Związku Grafików Polskich, od 1935 r. w Związku Plastyków Pomorskich. Po II wojnie światowej był jednym z założycieli i sekretarzem Okręgu Pomorskiego Związku Polskich Artystów Plastyków. Jako grafik zasłynął perfekcyjnym opanowaniem technik graficznych. Prace jego charakteryzowała misterność wykonania pozwalająca na wydobycie lirycznego nastroju. Operował w większym stopniu środkami wyrazu malarza, niż grafika.
Od 1932 r. był żonaty ze Stanisławą z d. Pieczyńską. Miał dwóch synów: Janusza (ur. 1933) i Bogusława (ur. 1936).
Zmarł nagle 4 października 1955 w Bydgoszczy. Został pochowany na cmentarzu Nowofarnym.

## Ordery i odznaczenia
- Srebrny Krzyż Zasługi (dwukrotnie: 1947, 22 lipca 1952[2])
- Medal 10-lecia Polski Ludowej (28 lutego 1955)[3]
- Medal 600-lecia Bydgoszczy

## Upamiętnienie
Jego imieniem nazwano jedną z ulic na osiedlu Przylesie w Bydgoszczy-Fordonie oraz osiedle mieszkaniowe w Koronowie. Na budynku, w którym mieszkał przy ul. Gdańskiej 17 w Bydgoszczy znajduje się tablica pamięci. Głaz z tablicą pamiątkową znajduje się także w Koronowie przy ul. Pomianowskiego 4.